# Ligprædiken
At lade ligprædikener, som blev holdt ved kongelige, adelige eller fremtrædende borgerlige personers begravelse, trykke er en skik der blev almindelig i Danmark omkring 1550. I Danmark er bevaret mere end 550 dansksprogede ligprædikener udarbejdet på grundlag af det mundtlige foredrag, der blev holdt ved begravelsen. Dette foredrag indeholdt ikke blot en kristen opbyggelig tale som trøst for de sørgende; beskrivelsen af den afdødes liv og især af den afdødes sidste timer var en fast bestanddel af talen.

## Oprindelse
Forbillede for den protestantiske ligprædiken var Luthers prædikener ved begravelserne af Frederik 3. den Vise af Sachsen og hans bror, Johan den Trofaste i henholdsvis 1525 og 1532. Samme fremgangsmåde blev brugt, da Luther døde, hvor Bugenhagen prædikede, og Melanchthon holdt en mindetale på latin. Prædikenen og talen blev sammen med en beskrivelse af Luthers dødsleje af to andre reformatorer trykt og skulle tjene til at hædre Luthers eftermæle, til at vidne om den rette tros kraft ved døden og endelig til at trøste de efterladte, alle træk, der genfindes i de senere trykte prædikener.
De første danske trykte ligprædikener var dem, der blev holdt over Christian 3. i 1559, bl.a. af Niels Hemmingsen ved en højtidelighed på Københavns Universitet. Den ældste danske trykte ligprædiken over en ikke-kongelig person er Niels Hemmingsens prædiken ved Herluf Trolles begravelse i 1565, der blev trykt samme år og genoptrykt i 1572.
En kronologisk statistik, der tæller ligprædikenudgivelserne op for 10 år ad gangen, giver en klar fornemmelse af udviklingen. Ligprædikerne over de adelige beskriver en stejl kurve, der fra 1565 med en enkelt undtagelse i 1610'erne forløber jævnt stigende mod 1640, hvor toppunktet ligger med 81 prædikener, for derefter at falde lidt mindre jævnt omend lidt brattere mod slutningen af 1600-tallet. De borgerlige prædikener danner en meget fladere kurve, som forløber nærmest i to tempi med ca. 100 års forskydning. Efter 1700 falder antallet af ligprædikener for næsten helt at forsvinde efter 1750.

## Indhold
Ligprædikenernes personaliaafsnit skulle fastholde den afdødes livsforløb, som passerer revy i dødens stund, og som med ligprædiken er bragt på tryk for de efterlevendes øjne endnu en gang.
En trykt ligprædiken er en kompleks tekst bestående af to eller tre dele:
- En indledning eller fortale, der ofte redegør for bogens tilblivelse.
- En mere eller mindre omfattende bearbejdning af den ligprædiken, der blev holdt i kirken (forfattet af præsten), som bl.a. indeholder et bibelcitat, specielt udvalgt til lejligheden og et afsnit, der gør rede for den afdødes personalia; dvs. hans slægtsforhold, livsforløb og dødsproces.
- Digte og mindeord, epicedia (forfattet af familie eller venner).[2]

Ligprædikenernes billedudsmykning skiftede over tid. Fra blot at omfatte familiens våbenskjolde går udviklingen i træsnit og kobberstik over allegoriske fremstillinger af den afdøde til hen imod 1700-tallet udelukkende at vise personlige portrætter, omkring hvilke familiens våbenskjolde og den religiøse symbolik er reduceret til ren staffage. Fra omkring 1700 steg interessen for at gengive gravmælet. I begyndelsen var ligprædikenerne strukturelt og ideologisk meget fastlagte og veldefinerede dokumenter, men senere følger man ikke traditionen så stramt.
Langt den overvejende del af ligprædikenerne 1595-1660 blev holdt over medlemmer af Rigsrådet eller deres familier. Det er altså især højadelen, der lader ligprædikener over familiemedlemmer trykke Den ældste trykte ligprædiken over en kvinde er ligprædikenen over Birgitte Gøye af Niels Hemmingsen, der blev trykt i 1574.
Kønsfordelingen i ligprædikenerne er ret lige i Danmark med 226 = 40,5 % over kvinder og 327 = 59,5 % over mænd. Dette kan skyldes, at de fleste (74 %) af prædikenerne er over adelige, hvor kønsfordelingen er mere lige (43 % for kvinder og 57 % for mænd) end blandt ligprædikener over borgerlige (henholdsvis 64 % og 36 %). I Danmark blev det først tilladt ikke-adelige at lade trykke ligprædikener i 1625. I 1573 blev der dog trykt en enkelt ligprædiken over en ikke-adelig. Det var Niels Hemmingsens prædiken ved magister Peder Pouelsen fra Roskildes begravelse i 1573. Hemmingsen holdt sin prædiken på latin, og den blev efterfølgende oversat til dansk og trykt som opbyggelig skrift i 1577 og igen i 1619. I årene 1595-1660 blev langt den overvejende del af ligprædikenerne holdt over medlemmer af Rigsrådet eller deres familier. Det er altså især højadelen, der lod ligprædikener over familiemedlemmer trykke.

## Betydning
Foruden den ofte meget lange ligtales tekst findes som regel afsnit om den afdødes liv og slægtskabsforhold, hvilket er meget værdifuldt for den personalhistoriske forskning. Nogle betydningsfulde ligprædikener er:
- Niels Hemmingsens prædiken ved Herluf Trolles begravelse 1565: En Predicken, som bleff Predicket aff Niels Hemmingsøn udi salige Herluff Trolle Ridders Begraffuelse udi Herluffsholm den 15. Jul. 1565
- Anders Sørensen Vedels prædiken ved Johan Friis' begravelse 1570: En Prædicken som skeede udi ... salige Johan Friisis begraffuelse udi Kiøbenhaffn den nittende dag Decembris Aar effter Guds byrd 1570
- Niels Hemmingens prædiken ved Birgitte Gøyes begravelse 1574: En kaart Beretning om ... salige fru Birgitte Gøyes affkomst, opdragelse, leffnet oc endeligt, Disligeste En Predicken om it Christeligt leffnet, faaregiffuet vdi samme fru Birgitte Gøyes Begraffuelse
- Niels Lauridsen Arctanders prædiken ved Karen Eilersdatter Krafses begravelse 1602: Trøstespeyel, i huilcken mand kand see, Guds Børns Kaars ... udi Charine Krauffsis, Mads Christian Holchis til Høygaard, Begraffuelse udi Viborg Domkircke 10. Julii 1602